# Платоническая любовь

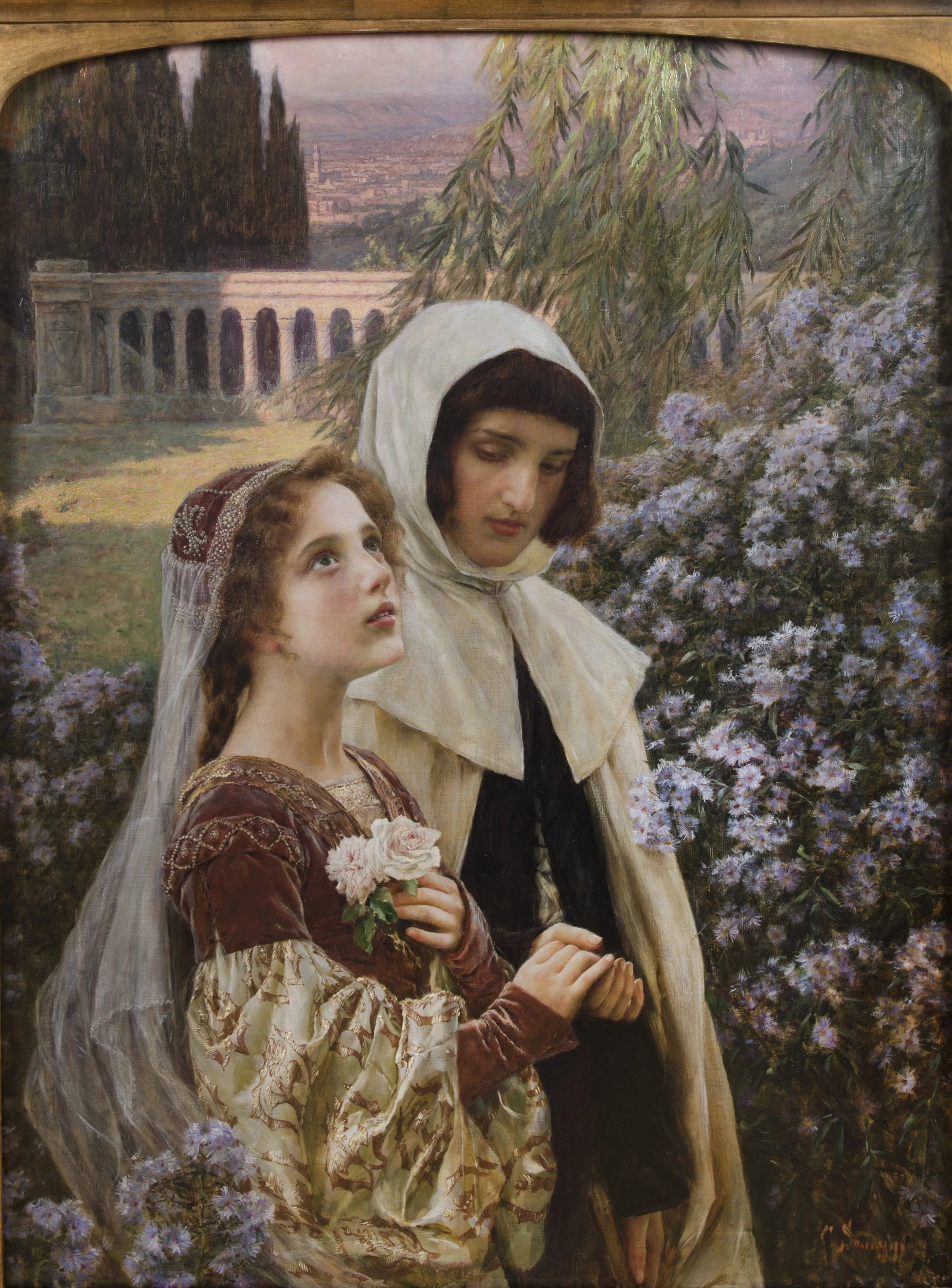
Самый известный пример платонической любви — это любовь Данте Алигьери и Беатрис Портинари. Шедевр прерафаэлитского стиля работы Чезаре Саккаджи да Тортона

Платони́ческая любо́вь — в современном значении выражения, возвышенные отношения, основанные на духовном влечении и романтической чувственности (о чувстве любви).
Выражение происходит от имени древнегреческого философа Платона (427—348 до н. э.), который в своём сочинении в виде диалога под названием «Пир» вложил рассуждения о такого рода любви в уста персонажа по имени Павсаний. Последний разумеет под ней любовь «идеальную» — сугубо духовную.
Павсаний в «Пире» объясняет возможности почувствовать зарождающуюся любовь и как она развивается в своей двойственной природе: половое влечение и асексуальность. Частичное значение монолога Сократа, относящееся к идее платонической любви, можно отнести к пророчице Диотиме, которая показала её значение как восхождение к созерцанию божественного. Для Диотимы и Платона, как правило, самый правильный способ применения любви других людей — это направить свой разум на божественную любовь.
Коротко, с подлинной платонической любовью красота или любящий другого человека вдохновляет свой разум и душу и обращает своё внимание на мир духовный. Сократ поясняет «Симпозиум» Платона: есть два вида любви: Эрос — обыкновенная любовь, или любовь земная, и любовь божественная. Обыкновенная любовь не имеет ничего кроме физического привлечения красивого тела для физического наслаждения и репродукции. Божественная любовь начинается с физического влечения, то есть с привлекательности красоты тела, но постепенно переходит в любовь Высшей Красоты. Это определение божественной любви позже стало определением платонической любви. Этот термин также существует в суфизме, хотя слово часто используется для определения его как Ishq-e-Haqeeqi.
В Средние века возник новый интерес к Платону, его философии и к его взгляду на любовь. Это произошло из-за Плифона во время Ферраро-Флорентийского собора в 1438—1439 годах, активно пропагандировавшего идеи Платона. Позже, в 1469 году Марсилио Фицино развил теорию о неоплатонической любви, где он определяет любовь как индивидуальную способность человека, которая ведёт его душу к космическим процессам и высоким духовным ценностям, и к идее о рае.
Английский термин восходит к критике «Любители Платона» Уильяма Девинанта (издана в 1635 году); критика философии платонической любви была популярна при дворе Карла I. Она получена из концепции любви «Симпозиума» Платона, как идея о доброте, которая лежит у корней благодетели и правды. В краткий период времени платоническая любовь была модным явлением при английском королевском дворе, особенно в кругу общения королевы Генриетты Марии, жены короля Карла I. Платоническая любовь была темой некоторых вежливых масок, появившихся в Каролинскую эпоху, хотя мода вскоре сошла на нет под давлением социальных и политических изменений.